# Parque Estadual da Quarta Colônia

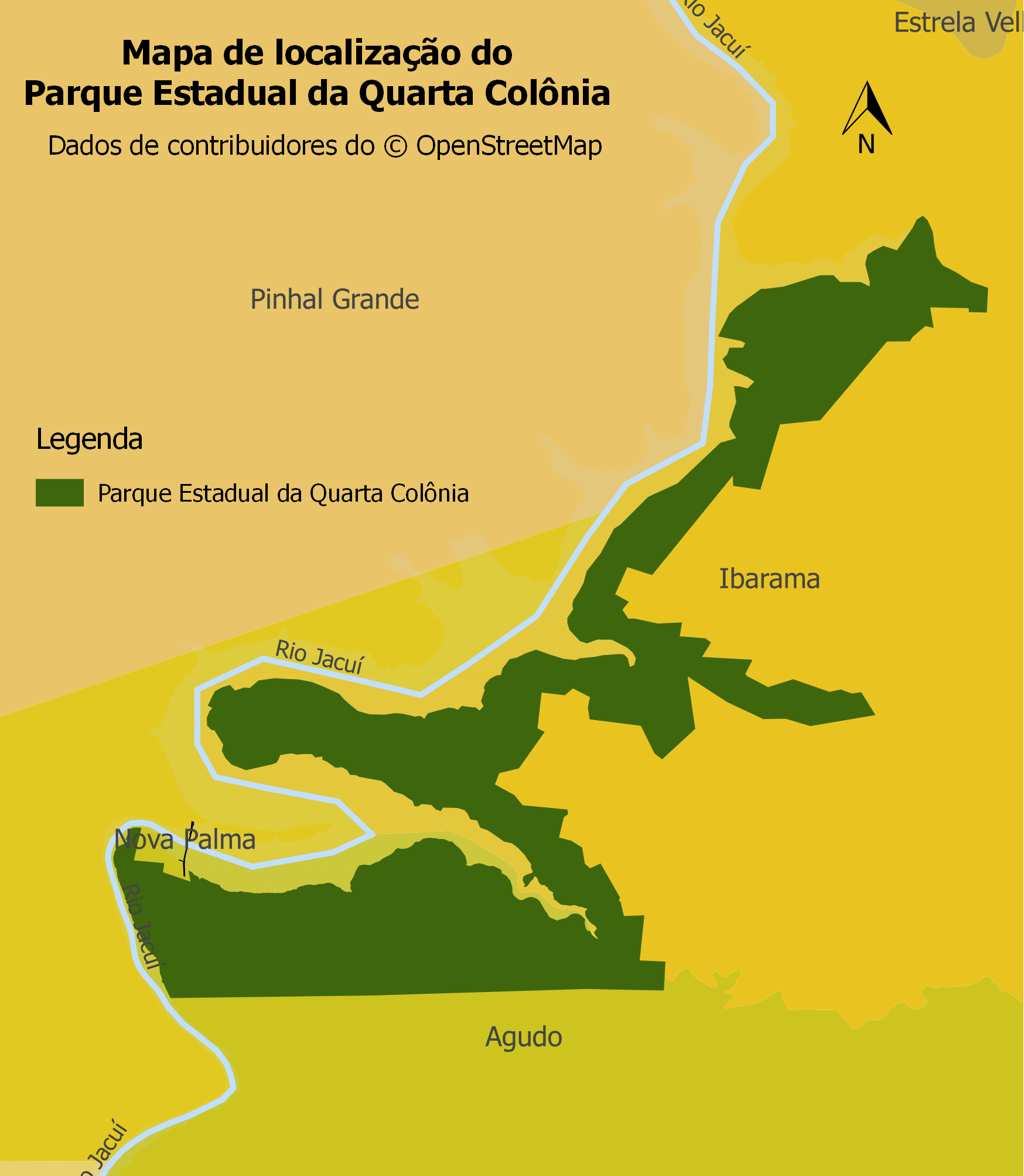
Mapa de localização do Parque Estadual da Quarta Colônia. Disponibilizado por contribuidores do OpenStreetMap.

O Parque Estadual da Quarta Colônia é uma das Unidades de Conservação do Governo do Estado do Rio Grande do Sul, Brasil.
Foi criado em 2005 pelo Decreto Estadual n° 44.186, entre os municípios de Agudo e Ibarama, como compensação para a área alagada pela Usina Hidrelétrica de Dona Francisca. Sua área é de 1.847,90 ha e preserva trechos de floresta estacional decidual, incluída no bioma mata atlântica, onde vivem espécies ameaçadas de extinção, como o papagaio-charão (Amazona pretrei), a paca (Agouti paca), e os gatos-do-mato Oncifelis geoffroyi e Leopardus tigrinus.